# Монтекатіні-Валь-ді-Чечина
Монтекатіні-Валь-ді-Чечина (італ. Montecatini Val di Cecina) — муніципалітет в Італії, у регіоні Тоскана,  провінція Піза.
Монтекатіні-Валь-ді-Чечина розташоване на відстані близько 220 км на північний захід від Рима, 60 км на південний захід від Флоренції, 50 км на південний схід від Пізи.
Населення — 1768 осіб (2014).

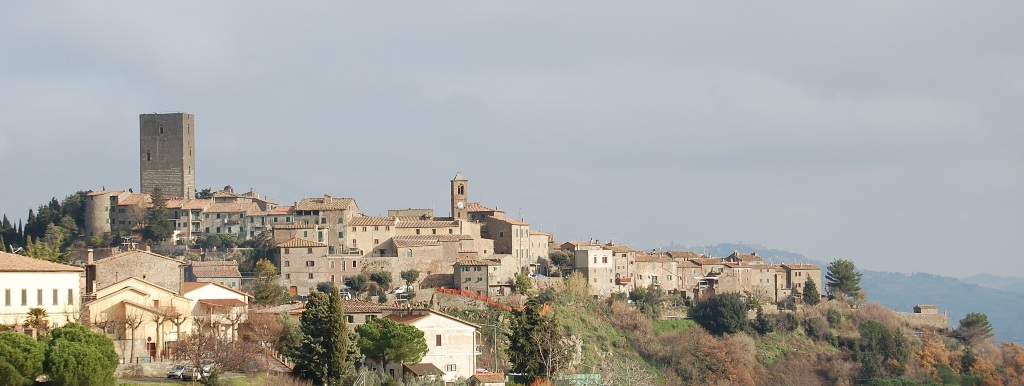

Щорічний фестиваль відбувається 3 лютого. Покровитель — святий Власій.

## Демографія
Населення за роками:

Станом на 1 січня 2023 року в муніципалітеті офіційно проживало 149 іноземців з 31 країни, серед них 70 громадян країн Євросоюзу та 3 громадяни України.

## Уродженці
- Роберто Танкреді (*1944) — італійський футболіст, воротар, згодом — спортивний функціонер.

## Сусідні муніципалітети
- Біббона
- Гуардісталло
- Лаятіко
- Монтескудайо
- Монтеверді-Мариттімо
- Помаранче
- Рипарбелла
- Вольтерра